# Самооборона Республіки Польща
Самооборона Республіки Польщі (пол. Samoobrona Rzeczypospolitej Polskiej, скорочено SO або SRP) — польська партія, що в різних планах своєї діяльності опирається на ідеї соціал-демократії, християнської демократії, націоналізму та аграризму. Її заснував 10 січня 1992 на базі Профспілки працівників сільського господарства «Самооборона» (Związek Zawodowy Rolnictwa Samoobrona) Анджей Леппер. До 2000 мала назву Союз Самооборони (Przymierze Samoobrona).
На парламентських виборах 25 вересня 2005 набрала 11,4% голосів виборців, посівши третє місце. За результатами виборів, представники партії входили в уряд парламентської меншості як один із партнерів партії «Право і справедливість».
2007 року правляча коаліція розпалася: на дострокових виборах у жовтні 2007 р. партія «Право і справедливість» зазнала поразки, а «Самооборона» не пройшла до Сейму взагалі, не подолавши п'ятивідсотковий бар'єр (1,5% голосів).